# Ili-Mano
Ili-Mano (Ilimano) ist eine osttimoresische Aldeia im Suco Uma Caduac (Verwaltungsamt Laclo, Gemeinde Manatuto).

## Name
Der Name leitet sich aus der lokalen Sprache Dadu'a ab und bedeutet „Vogelberg“.

## Geographie
Die Aldeia nimmt die gesamte Küste des Sucos Uma Caduac an der Straße von Wetar von der Nordküste Timors ein. Südlich liegt die Aldeia Hahi Hoho. Im Süden grenzt Ili-Mano außerdem an die Sucos Lacumesac, Laicore, Iliheu und Aiteas, Osten an den Suco Sau und im Westen an die Gemeinde Dili. Im Südosten reicht Ili-Mano an den Nördlichen Lacló und seinen Zufluss, dem Lago Molos. Im Südwesten befinden sich die Berge Maneo und Curi. Der Curi ist das Zentrum einer Important Bird Area.
Die Siedlung Ili-Mano liegt an der Küste, an der Straße von der Landeshauptstadt Dili im Westen und der Gemeindehauptstadt Manatuto im Osten. Nachbarsiedlungen sind Huiali im Westen und Osuun im Osten. Weitere Siedlungen hier sind Behedan, Marmore (Beuah), Subau (Subão, Sabaun), Behau (Wehau), We und Hatumeta und Wealik. In den Bergen leben etwa 15 Familien in den Siedlungen Museun, Terrassu und Wetrade.
Die Umgebung besteht aus trockenen, steinigen und steilen Hügeln. Nur eine dünne Schicht Erde bedeckt den hiesigen Kalkstein. Hier wachsen Gräser und Tamarinden.

## Einwohner

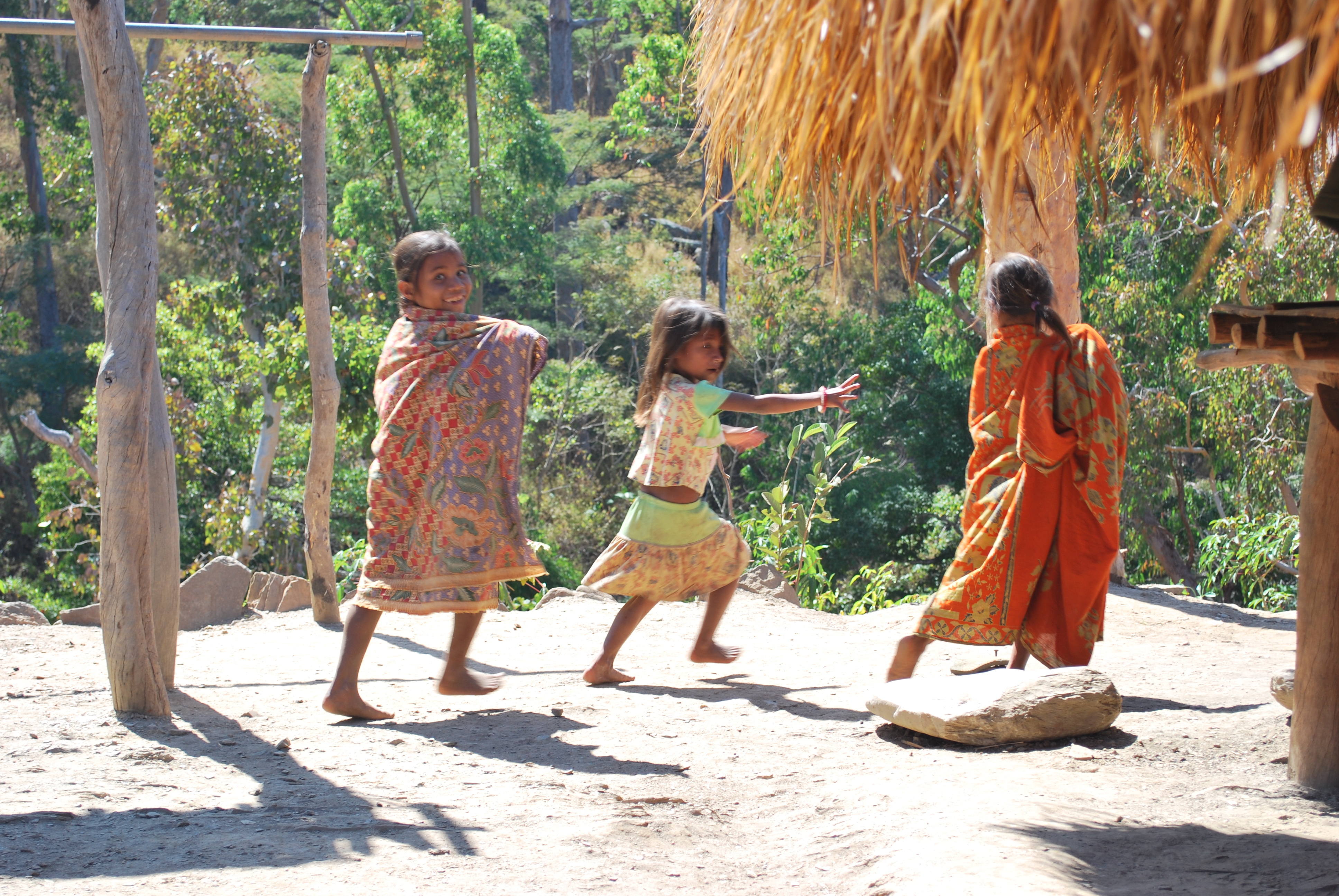
Kinder in Ili-Mano

In der Aldeia Ili-Mano leben nach der Volkszählung 2015 insgesamt 2298 Menschen, 1200 davon sind Männer, 1098 Frauen. Das sind zwei Drittel der Gesamtbevölkerung des Sucos Uma Carduac. Zu der Aldeia gehören 328 Haushalte.
Linguistisch-kulturell unterscheiden sich die Angehörigen der Aldeia, so dass sie auch als eigene Ethnie der Ilimano geführt werden. Die ursprüngliche Sprache der Region ist Dadu'a. Es ist ein Dialekt des Wetar, den Auswanderer von der Insel Atauro nach Ili-Mano und Behedan brachten und der hier nun von deren Nachkommen gesprochen wird.
In der Tradition gibt es sowohl Häuser, in denen nur die Kernfamilie lebt (uma kaen), als auch Häuser, die ganze Großfamilien beherbergen (uma naruk). In der Kleinfamilie übernimmt der Mann die alltägliche Arbeit auf den Feldern, den Fischfang, die Palmweingewinnung, die Beschaffung von Bambus und das Halten des Großviehs. Der Frau kommen die Arbeiten im Haus zu, ebenso wie die Aussaat, die Ernte und die Aufzucht von Ziegen, Schweinen und Hühnern. Bei der Hochzeit muss der Mann eine Brautgeld zahlen, allerdings tauschen beide Familien Geschenke (Barlake) aus, was die Bindung der neuen Verwandtschaft darstellen soll. Geschwister bilden mit ihren uma kaen größere Gruppen, die kaen waki genannt werden. Familiäre Clans werden durch den huhun lidun geführt, der Stamm durch einen katuas. Dieser wird durch einen Beirat (ambaba) unterstützt, um die Vorschläge der Clanchefs berücksichtigen zu können. Traditionell ist Ili-mano dem Liurai von Laclo unterstellt.
Die meisten Einwohner Ili-Manos sind heute Katholiken, doch noch vor wenigen Jahrzehnten dominierte der alte animistische Glaube, der verwandt mit den Riten der Nachbargruppen ist (siehe auch: Traditionelle Religion Timors). Der traditionelle religiöse Führer wird obun genannt. Neben den obun, als Vermittler mit den Geistern, gibt es noch den babaraen, der bei Erkrankungen hilft, die durch Störung der Geister entstehen. Menschen, die anderen durch Magie schaden, werden buan genannt. Geister und alles, was übernatürliche Kräfte innehat, wird als heilig angesehen (lulik). Höchster Geist sind Maromak, der die Geister der Toten führt, und die Raenaen genannten Geister. Zeremonien wurden in den Heiligen Häusern abgehalten, den Uma Luliks. Nach dem alten Glauben hat jeder Mensch eine Seele (bian). Verlässt die Seele den Körper, wird sie klamar genannt. Den leblose Körper nennt man matebian. Die klamar geht über in die Geisterwelt tutuna, auf der Spitze des höchsten Berges.

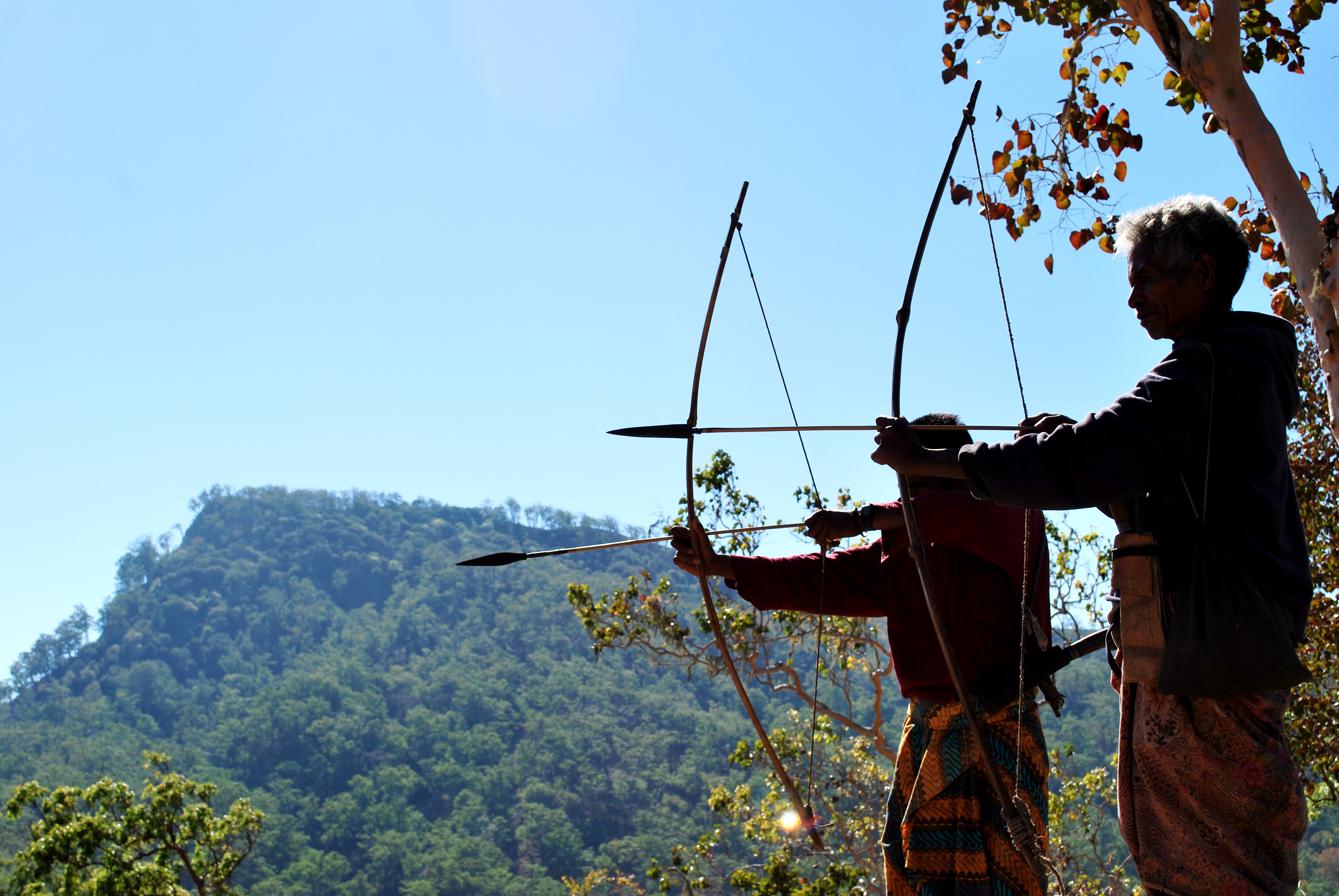
Bogenschützen in Ili-Mano

Pfeil und Bogen sind die traditionellen Waffen der Bewohner von Ili-Mano, die auch heute noch zur Jagd verwendet werden. Kinder, Jungen wie Mädchen, werden schon früh damit vertraut gemacht. Das Bogenschießen nennt man Rama. Die Bögen sind etwa einen Meter lang und werden aus Bambus individuell für jeden Schützen gefertigt. Die Sehne wird aus den Wurzeln des Hali-Baumes gefertigt. Sie werden dafür mit Stöcken und Steinen zerkleinert und dann getrocknet. Auch die Pfeile sind aus Bambus und sind je nach Verwendung unterschiedlich lang. Mal einen Meter, mal kleiner. Die Pfeilspitze besteht aus Eisen. Auch hier variieren die Größen und Formen. Bei der Jagd werden die Pfeile bis zu 100 Meter weit geschossen. Nach dem Erlegen eines Tieres, wie zum Beispiel eines Hirsches, wird in einem Ritual der Waffe gedankt, um sie zu „füttern“ und zu „wärmen.“ Die Beute wird nach Hause gebracht und dort aus rohem Mais durch Kneten eine Masse hergestellt, die zu Kreisen geformt wird. Die Küchlein werden mit Teilen des Herzens und der Leber des Tieres auf einen Teller gelegt und der Lian Nain (Herr der Worte) spricht ein Gebet und bringt das Opfer den Ahnen dar. Auf das Ende des Bogens wird ein rotes Tuch gelegt. Es zeigt, dass der Bogen bereits zum Töten eines Tieres verwendet wurde.
Die Verwendung von Pfeil und Bogen ist eher selten auf Timor, weswegen es Vorurteile gegenüber den Ilimano gibt. Man müsse vorsichtig vor ihren Pfeilen sein, wenn man sie besucht. Und auch wenn Ilimano in andere Bergdörfer gehen, verstecken sich manche Bewohner vor ihnen. Die Ilimano selbst betonen, dass sie die Waffe nicht gegen Menschen einsetzen.

## Geschichte

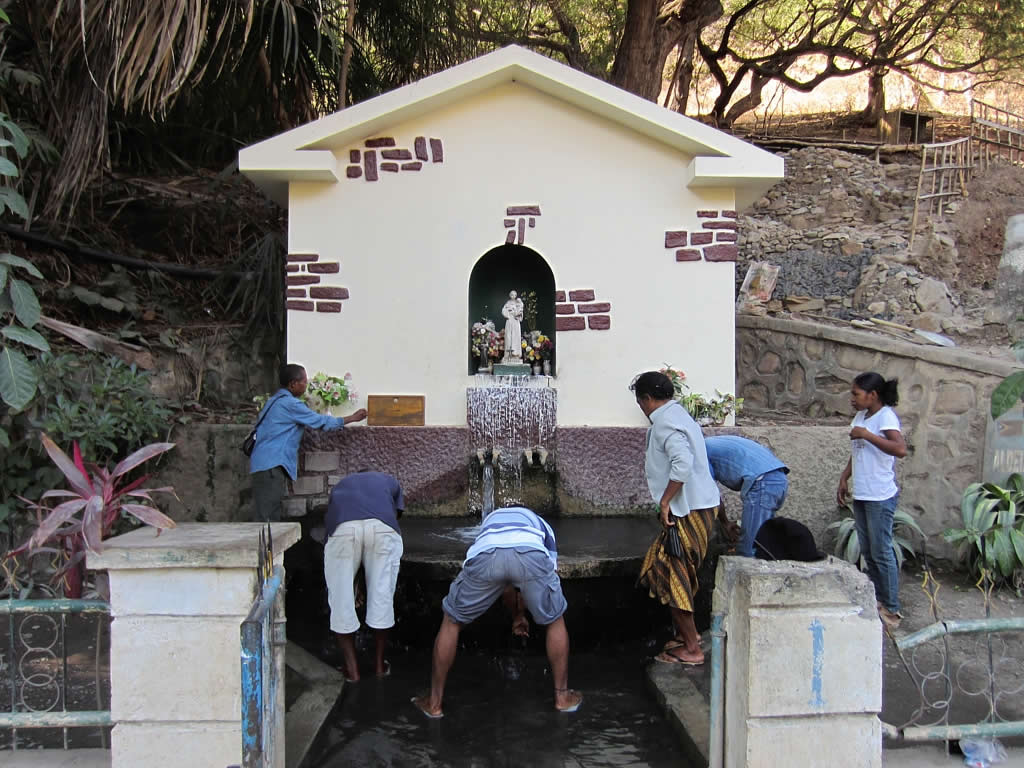
Antoniusquelle in Behedan

Die Einwohner Ili-Manos bezeichnen sich als die Nachfahren des Königs des Berges (aran huhun), der einst die Region um den Curi beherrscht haben soll. Den Überlieferungen nach lebte man damals in Höhlen und nutzte Steinwerkzeuge zur Jagd. Die Kleidung wurde aus Baumrinde gefertigt. Die Männer trugen einen Lendenschurz (lahat) und die Frauen ein Tuch (sabulu). Feuer wurde mittels Feuerstein und Palmblättern entfacht. Später wurden Häuser aus Bambus und Stroh errichtet. Die Dächer bestanden aus Palmblättern. In dieser Zeit begann man mit Landwirtschaft und man übernahm die Viehzucht von Nachbargruppen. Im Meer wurden Fische mit Speer und Pfeil und Bogen gejagt.
In Ili-Mano befand sich während der indonesischen Besatzung ein Bataillonshauptquartier der indonesischen Armee.

## Wirtschaft und Infrastruktur

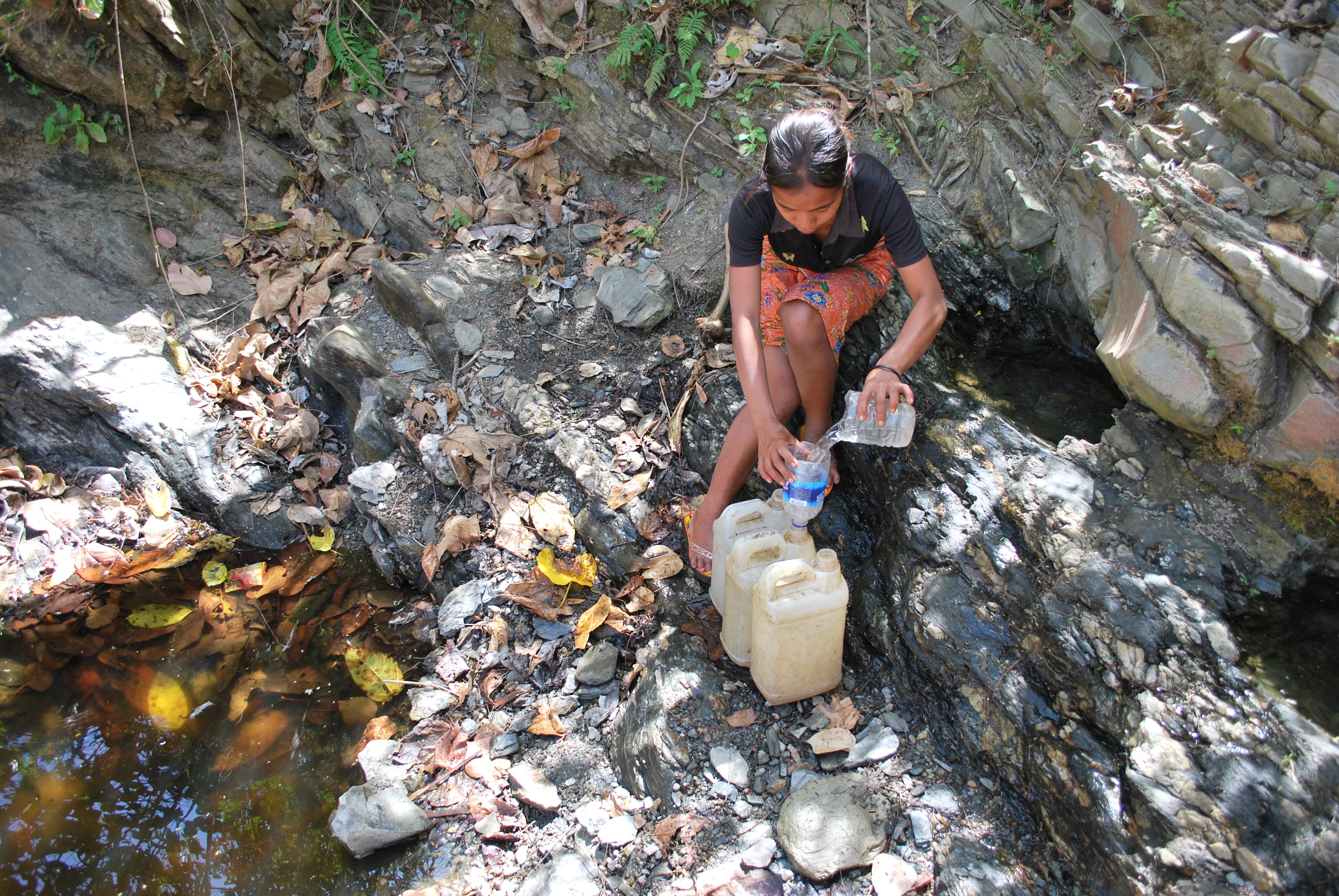
Wasserholen in Ili-Mano

Trotz der schlechten Böden werden hier Maniok, Mais, Betelnüsse, Taro, Bananen, Kokosnüsse, Papayas, Mangos und Walnüsse geerntet. Als Nutztiere dienen Ziegen, Schafe, Büffel, Schweine und Pferde. Die früher betriebene Jagd für den Fleischkonsum ist heute illegal, wird aber weiter zur Sicherung des Lebensunterhalts betrieben. Wasser kommt vor allem aus natürlichen Quellen.
In Ili-Mano gibt es ein Hospital. Eine Grundschule steht in Marmore. In den Bergen gab es 2023 noch immer keinen Zugang zum Stromnetz. Auch Straßen und sanitäre Einrichtungen fehlten. Die Häuser dort werden noch immer aus Bambus gebaut. 2022 wurden von einer Nichtregierungsorganisation einige Solarmodule verteilt.
Ili-Mano verfügt mit dem Black Rock (bei Huiali), K41, K57, Bob’s Rock (bei Behau), The Cavern, One Tree und Dirt Track über mehrere Tauchplätze, die touristisch erschlossen sind. Beim Ort Huiali liegt der One-Dollar-Beach, ein Badestrand und Tauchplatz. Behedan ist ebenfalls bekannt wegen der Antoniusquelle im Ortskern, die auch in der Trockenzeit reichlich Wasser führt.
In der Nähe von Behedan gibt es Vorkommen von Kalkstein, die sich für eine industrielle Nutzung eignen könnten. Marmor wird bereits seit den 1990er Jahren hier verarbeitet.